# Koímisi
Koímisi (Koimisi) är en ort i Grekland.   Den ligger i prefekturen Nomós Serrón och regionen Mellersta Makedonien, i den norra delen av landet, 400 km norr om huvudstaden Aten. Koímisi ligger 42 meter över havet och antalet invånare är 1 414.
Terrängen runt Koímisi är platt åt sydväst, men åt nordost är den kuperad. Runt Koímisi är det ganska tätbefolkat, med 52 invånare per kvadratkilometer. Närmaste större samhälle är Sidirókastro, 7,8 km öster om Koímisi. Trakten runt Koímisi består till största delen av jordbruksmark.